# آرمان پاداریان
آرمان پاداریان (ارمنی: Արման Պադարյան زادهٔ تفلیس) یک موسیقیدان و رهبر موسیقی اهل ارمنستان است. وی مدیر گروه کر هوُر (به انگلیسی: Hover Chamber Choir) می‌باشد.

## جوایز
- ۲۰۱۲ - مدال طلای وزارت فرهنگ ارمنستان[۱]
- ۲۰۱۰ - بهترین آلبوم موسیقی کلاسیک جایزه موسیقی ملی ارمنستان
- ۲۰۱۰ دیپلم جشنواره کاروت[۲]
- ۲۰۰۹ - بهترین پژوهش موسیقی کلاسیک - جایزه موسیقی ملی ارمنستان به همراه گروه کر Hover